# Rio Arefu
O Rio Arefu é um rio da Romênia afluente do rio Argeş, localizado no distrito de Argeş.